# Gustav Fischer (förläggare)

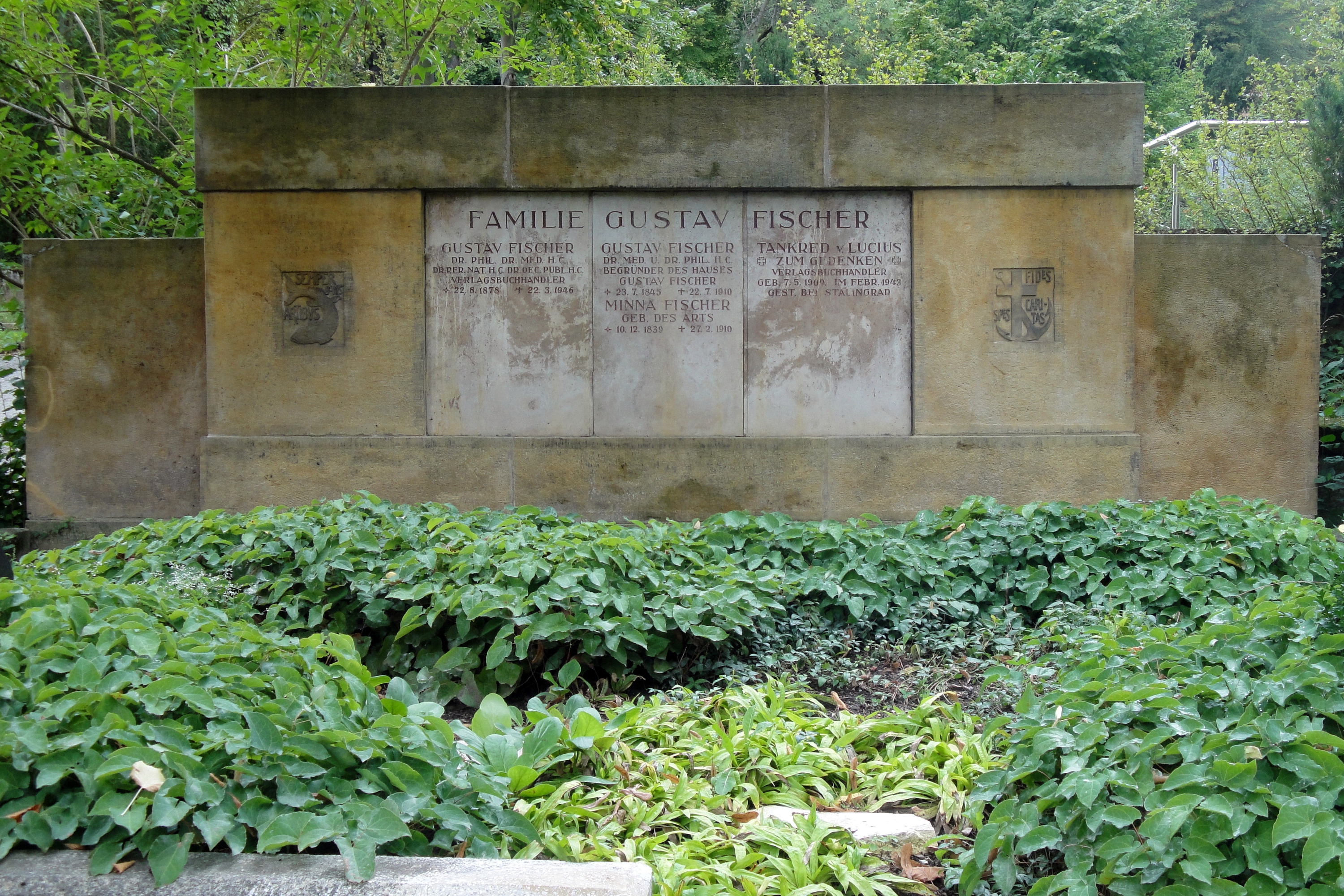
Grav i Jena

Gustav Fischer, född 23 december 1845, död 22 juni 1910, var en tysk bokförläggare.
Fischer övertog 1877 Hermann Dufts bokförlag i Jena, och utgav huvudsakligen naturvetenskaplig (Handwörterbuch der Naturwissenschaften, tio band, 1912-15), medicinsk (Handbuch der Anatomie des Menschen, åtta band, 1896-1926), och statsvetenskaplig (Handwörterbuch der Staatswissenschaften fjärde upplagan utgiven i nio band 1923-29) facklitteratur. Efter hans död övertogs bokförlaget av adoptivsonen Gustav Adolf Fischer (född 1878).